# Настъпление в Естремадура
Настъплението в Естремадура е кампания в Естремадура по време на Гражданската война в Испания. Кулминацията е в битката за Бадахос през август 1936 г., след която войските на Африканската армия под командването на Франсиско Франко се придвижват бързо, за да започнат похода към Мадрид.

## Предистория
След победата на Народния фронт през февруари 1936 г. новото правителство обещава да започне поземлената реформа, но безработицата в селското стопанство е много висока и селяните започват незаконно да завземат големи земи. На 25 март 1936 г. 60 000 безимотни селяни в Бадахос, водени от социалистическия поземлен съюз, Federación Nacional de Trabajadores de la Tierra, заграбват 3 000 ферми и започват да орат. Правителството решава да легализира окупациите на земята. До юни 1936 г. 190 000 безимотни селяни са заселени в Южна Испания. Много земевладелци заминават за градовете.
През август 1936 г. националистите, с помощта на нацистка Германия и фашистка Италия, успяват да прехвърлят до полуострова хиляди войници от Испанската армия на Африка. Тогава Франсиско Франко решава да напредне на север и да окупира Естремадура, за да свърже двете зони, контролирани от националистите, и да започне напредването към Мадрид. Превратът от юли успява в провинция Касерес, но в провинция Бадахос въоръжените сили остават лоялни на правителството.

## Националисти
Националистите разполагат със сила от 8 000 души от Испанската армия в Африка, главно от Испанския легион и регуларес (марокански наемници), под командването на полковник Хуан Ягуе. Тази сила е организирана в пет моторизирани колони от около 1 500 души всяка, водени от полковниците Хосе Асенсио, Франсиско Делгадо Серано, Фернандо Барон и майор Антонио Кастехон. Тази сила има въздушно прикритие от осем италиански бомбардировача Savoia-Marchetti SM.81 Pipistrello, с италиански пилоти и девет Junkers Ju 52/3m, с германски пилоти и изтребители Фиат CR.32 и Heinkel He 51.

## Републиканци
Противопоставяйки се на националистите, Испанската републиканска армия разполага със сила от 13 000 милиционери и войници. Повечето от тях са милиционери, например в град Бадахос има 500 войници и 2 000 милиционери. Членовете на републиканските милиции нямат военна подготовка и са зле въоръжени, само по една пушка на трима души и една картечница на 150-200 души. Милиционерите отказват да копаят окопи, нямат представа как да подготвят отбранителна позиция, а въздушните бомбардировки предизвикват максимален ужас у селяните (група милиционери напускат позициите си, след като са бомбардирани с пъпеши). Освен това нямат артилерия, бодлива тел или професионални щабни офицери.

## Настъплението
На 2 август националистическите сили напускат Севиля и се насочват на север към Мерида и Бадахос. Когато националистическите войски стигат до град, те го обстрелват с артилерия и самолети в продължение на половин час, след което легионерите и редовните части влизат в града. Милиционерите се бият храбро, но при заплаха от флангово движение бягат. Труповете на червените биват струпани, поляти с бензин и изгорени. Във всеки град десетки или стотици са екзекутирани от националистите. Освен това колониалните войски плячкосват къщите на поддръжниците на републиканците и изнасилват хиляди жени от работническата класа. Хиляди бежанци бягат от националистите на север. Повече от половината от жертвите на националистическата репресия в Бадахос са безимотни селяни и калфи.
На 7 август националистическите войски окупират Зафра и достигат град Алмендралехо, около 100 милиционери се барикадират в църквата на града и устояват на обстрела в продължение на седмица. На 14 август 40 оцелели се предават и са убити от националистите. На 10 август националистите печелят битката при Мерида. След това Ягуе напредва към град Бадахос и на 14 август, след тежка бомбардировка, войските на Ягуе го превземат. При клането в Бадахос войските на Ягуе избиват между 500 и 4 000 републикански войници и цивилни и плячкосват града, дори магазините и къщите на поддръжниците на националистите. Според националистически офицер, това е „военен данък, който плащат за своето спасение“. Много републикански бежанци се опитват да избягат през португалската граница, но са предадени на националистите от португалското правителство и екзекутирани.

## Последици
След окупацията на Мерида и Бадахос, националистите свързват контролираната северна и южна зона. Освен това националистите окупират западната половина на провинция Бадахос и републиканското правителство губи контрол над португалската граница. Националистите извършват жестоки репресии в завоюваната територия. Между 6 600 и 12 000 републикански поддръжници са екзекутирани (републиканците екзекутират 243 националистически поддръжници).
След падането на Бадахос, Ягуе се насочва към Мадрид. Той побеждава републиканските войски в битката при Сиера Гуадалупе и на 3 септември окупира Талавера де Ла Рейна, след като побеждава републиканските милиции. Ягуе е изминал 500 км за четири седмици и пътят към Мадрид е отворен.